# 주말엔 CBS
《주말엔 CBS》는 대한민국의 방송국 기독교방송의 라디오 채널 CBS 표준FM에서 주말 저녁 6시부터 저녁 7시 30분까지 방송되는 라디오 프로그램이다. 단, 이 프로그램은 모두 전국방송이다.

## 개요
뉴스와 음악, 다양한 정보 등을 소개하는 프로그램이다. 방송시간은 매주 주말 저녁 6시부터 8시까지이다. 진행자는 CBS 조태임 기자가 진행한다.

## 요일별 코너

### 토요일 코너
- 어제와 오늘사이
- 잠 못 이루는 밤
- 뜨거운 경제
- 손희정의 문화채집

### 일요일 코너
- 현장뉴스
- 말의 맛
- 북극여우따라 국제뉴스
- 희미넴의 음악이당

## 같이 보기
- CBS 표준FM